# クラウス・テプファー

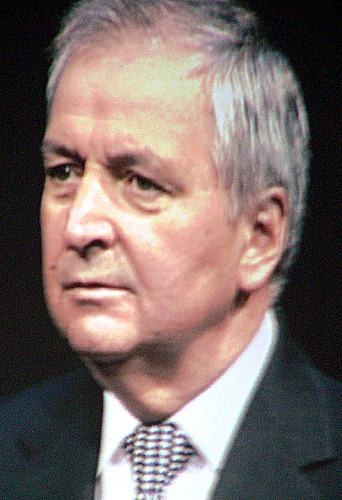
クラウス・テプファー

クラウス・テプファー（テップファー、Klaus Töpfer, 1938年7月29日 - 2024年6月8日）は、ドイツの政治家、環境政策専門家。キリスト教民主同盟 (CDU) 所属。1998年から2006年まで国際連合環境計画 (UNEP) 事務局長を務めた。

## 来歴
ドイツ国ニーダーシュレジエンのヴァルデンブルク（現在のポーランド・ヴァウブジフ）生まれ。マインツ、フランクフルト、ミュンスターの各大学で経済学を学ぶ。1968年ミュンスター大学で博士号を取得する。政府機関勤務を経て、開発政策に関する教授、政府顧問となり、1985年ラインラント＝プファルツ州環境・保健大臣に就任する。1987年ヘルムート・コール内閣の連邦環境・自然保護・原子力安全相に就任する。1994年地域計画・公共事業・都市開発相。1990年から1998年までドイツ連邦議会議員も務めたほか、CDUでは1992年から1998年まで党運営委員会（執行委員会）委員を務めた。
1998年国際連合事務次長、UNEP事務局長に就任し、UNEP本部のあるケニアのナイロビに移る。2004年のスマトラ島沖地震では、太平洋諸国に被害を与えた津波対策に尽力している。2006年事務局長を辞し、後任にはアヒム・シュタイナーが就任した。
2024年6月8日に死去。85歳没。